# Asia Aquatics
Asia Aquatics (anteriormente denominada Federación Asiática de Natación, AASF) es la federación encargada de los deportes acuáticos internacionales en el continente asiático, está afiliado al Consejo Olímpico de Asia y a World Aquatics.
La Federación fue fundada en 1978 en Bangkok, y actualmente tiene su sede administrativa en Mascate, Omán.
Desde agosto de 2009, el presidente de la AASF es Khalid Sheikh Mohammed Al Badr Al Sabah de Kuwait.

## Miembros
| Miembros de Asia Aquatics (43) | Miembros de Asia Aquatics (43) | Miembros de Asia Aquatics (43) | Miembros de Asia Aquatics (43) | Miembros de Asia Aquatics (43) |
| ------------------------------ | ------------------------------ | ------------------------------ | ------------------------------ | ------------------------------ |
| Afganistán                     | Bangladés                      | Brunéi                         | Camboya                        | China                          |
| Hong Kong                      | India                          | Indonesia                      | Irán                           | Irak                           |
| Japón                          | Jordania                       | Kazajistán                     | Kuwait                         | Kirguistán                     |
| Laos                           | Líbano                         | Macao                          | Malasia                        | Maldivas                       |
| Mongolia                       | Birmania                       | Nepal                          | Corea del Norte                | Omán                           |
| Pakistán                       | Palestina                      | Filipinas                      | Catar                          | Arabia Saudita                 |
| Singapur                       | Corea del Sur                  | Sri Lanka                      | Siria                          | República de China (Taiwán)    |
| Tayikistán                     | Tailandia                      | Turkmenistán                   | Emiratos Árabes Unidos         | Uzbekistán                     |
| Vietnam                        | Yemen                          | Baréin                         |                                |                                |

Nota:  Israel está afiliada a European Aquatics.